# Ramon de Dalmases i Villavecchia
Ramon de Dalmases i Villavecchia (Barcelona 3 d'octubre de 1897-1983), II marquès de Mura, fou un aristòcrata i bibliòfil català.
Fill de Lluís de Dalmases i Olivart i Isabel Villavecchia i Rabassa.
Es doctorà en Dret i llicencià en Història. Bibliòfil, va reunir una important biblioteca històrica. Va fundar l'Associació de Bibliòfils de Barcelona, de la que en fou el primer president. També fou membre del Consell d'Administració de la Caixa d'Estalvis i Mont de Pietat de Barcelona. El 1930 el rei Alfons XIII va rehabilitar el marquesat de Mura en favor seu i dels seus descendents. El 1944 va formar una societat amb l'arquitecte Francesc de Paula Nebot i Torrens i José Abelló i Calderó amb la finalitat de construir al Palau Robert un hotel i sala d'espectacles. Es va casar en primeres noces amb María Luisa de Olabarría Conde, amb qui va tenir sis fills: José Luis, Isabel, Ramón, Mercedes, Alfonso, i Pablo-Ignacio de Dalmases i de Olabarría. Es va casar en segones noces amb Eugenia G. Perret Magnasco, vídua del Dr. Marcel Junod.

## Obres
- Pequeñas sorpresas del bibliófilo : un caso de estraperlo en el siglo XVII (1945)